# کارولین کاکس، بارونس کاکس
کارولین کاکس، بارونس کاکس (انگلیسی: Caroline Cox, Baroness Cox؛ زادهٔ ۶ ژوئیهٔ ۱۹۳۷) سیاستمدار اهل بریتانیا است.
یکی از فعالان حقوق بشری و از بانوان نیکوکار بریتانیاست که در طول سال‌ها با سفرهای مداوم به مناطق مختلف فقیرنشین جهان